# Herguijuela
Herguijuela ist ein südwestspanisches Dorf und eine Gemeinde (municipio) mit 267 Einwohnern (Stand: 2024) in der Provinz Cáceres (Extremadura). 

## Lage und Klima
Herguijuela liegt im Süden der Provinz Cáceres. Die Entfernung zur Hauptstadt Cáceres beträgt 45 km (Fahrtstrecke) in westnordwestlicher Richtung. 
Das Klima ist meist warm und trocken; der eher spärliche Regen (ca. 536 mm/Jahr) fällt hauptsächlich im Winterhalbjahr.

## Bevölkerungsentwicklung
| Jahr      | 1970 | 1981 | 1991 | 2001 | 2011 | 2021 |
| Einwohner | 753  | 553  | 470  | 386  | 364  | 275  |

## Sehenswürdigkeiten

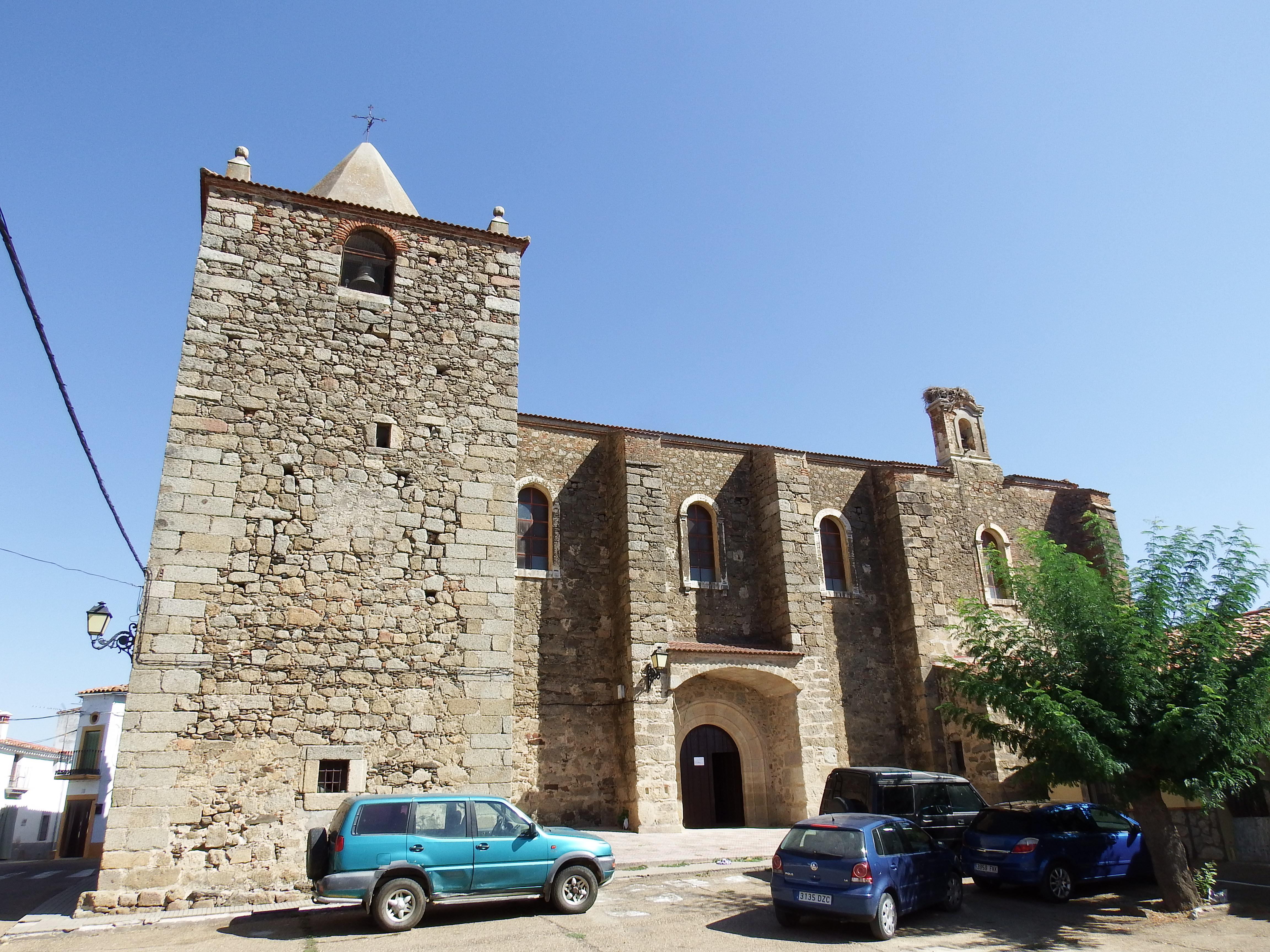
Bartholomäuskirche
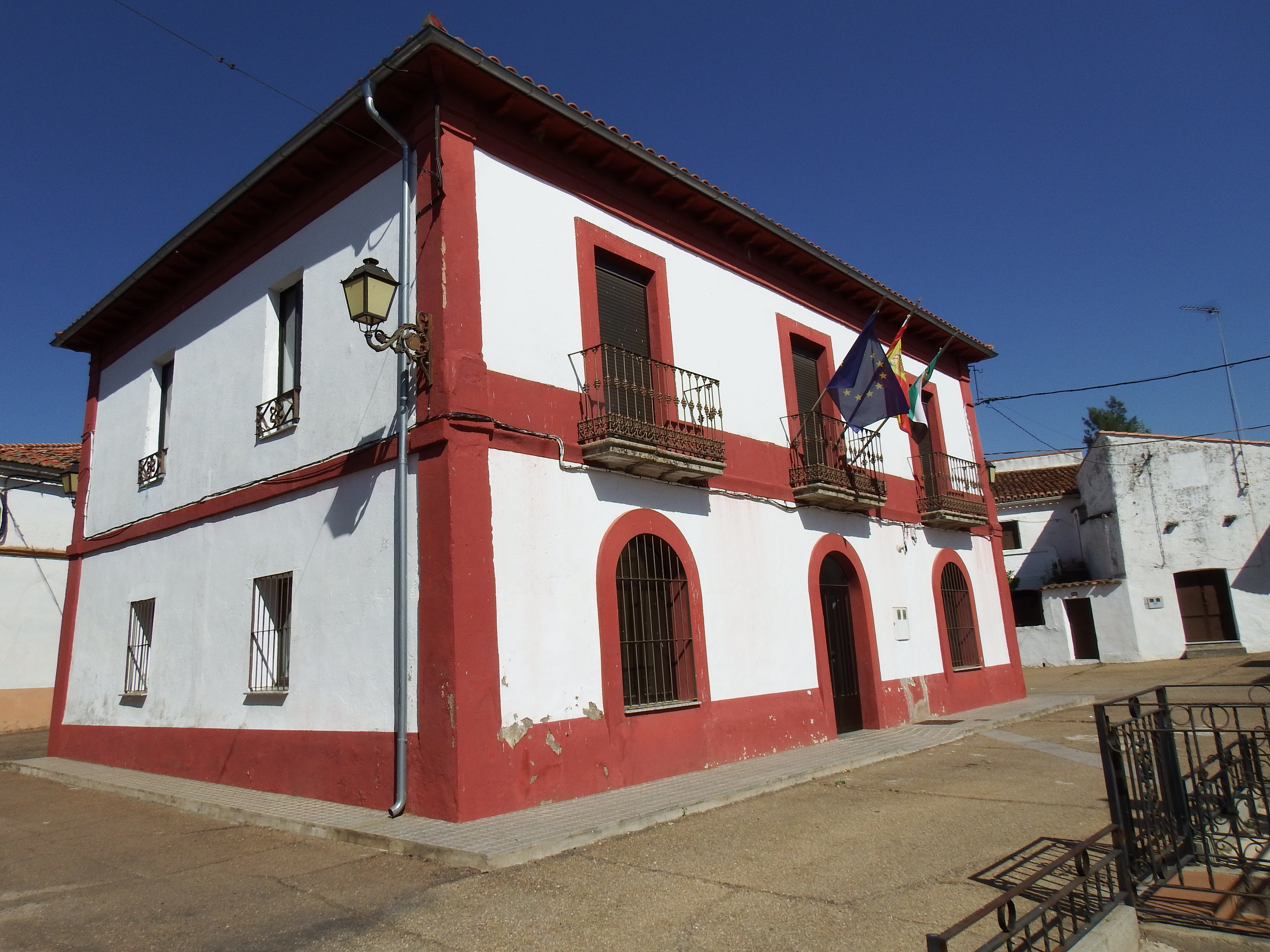
Rathaus

- Bartholomäuskirche
- Rathaus